# Viktor Tsyhankov
Viktor Vitalijovytj Tsyhankov (ukrainska: Віктор Віталійович Циганков), född 15 november 1997, är en ukrainsk fotbollsspelare som spelar för spanska Girona i La Liga och det ukrainska landslaget.
Tsyhankov är en produkt av Dynamo Kiev som han representerade mellan 2011 och 2023. Han utnämndes till Ukrainas bästa fotbollsspelare 2018.

## Klubblagskarriär
Tsyhankov debuterade för Dynamo Kiev den 14 augusti 2016 i Premjer Liha mot FC Stal Kamyanske. En månad senare debuterade han i UEFA Champions League i den första gruppspelsomgången hemma på Kiev Olympiastadion mot italienska Napoli. Han gjorde sitt första ligamål den 24 september 2016 borta mot Olimpik Donetsk. Fyra dagar senare gjorde han sitt första UEFA Champions League–mål borta mot turkiska Besiktas.
Den 17 januari 2023 värvades Tsyhankov av den spanska La Liga–klubben Girona för runt 5 miljoner euro och skrev på ett kontrakt gällande till juni 2027.

## Landslagskarriär
Tsyhankov debuterade för Ukrainas landslag den 12 november 2016 i en 1–0-vinst över Finland, där han blev inbytt i den 83:e minuten mot Jevhen Konopljanka. Han blev uttagen i Ukrainas trupp till Fotbolls-EM 2021.